# Kanojo to Kanojo no Neko
Ella y su gato (彼女と彼女の猫  - Kanojo to Kanojo no neko?) es una OVA creada y dirigida por Makoto Shinkai (Hoshi no Koe y 5 centímetros por segundo) en el año 1999, y que en menos de cinco minutos relata la historia de un gato y de su ama desde el punto de vista de aquel (que es, además, el narrador de la historia). 
Es una mezcla de drama y romance, dibujada en blanco y negro con técnicas de dibujo a mano mezcladas con técnicas 3-D.

## Reparto
- El Gato (Daru) - Makoto Shinkai (Japonés)
- Ella - Miko Shinohara (Japonés)

## Premios
- 2000 DoGA CG Animation contest Grand Prix - Ganadora